# شابكيات
الشابكيات أو الدكتينيات (الاسم العلمي: Dictynidae)، فصيلة عناكب من رتبة الرتيلاوات. وصفت من قبل أوكتافيوس بيكارد كامبريدج لأول مرة في عام 1871.